# Virtual Telescope Project

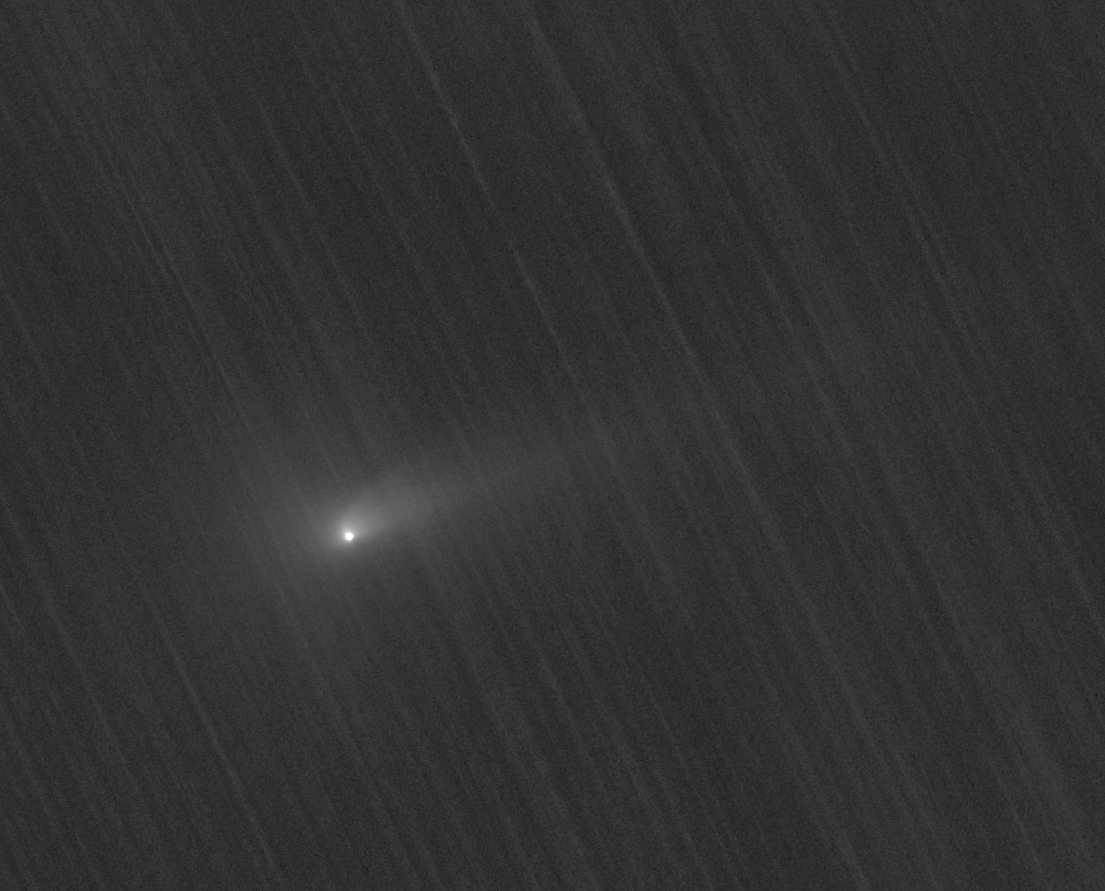
La cometa C/2013 UQ4 in un'immagine ottenuta dal Virtual Telescope Project.

Il Virtual Telescope Project consiste in un progetto italiano altamente tecnologico  comprendente diversi telescopi robotici, interamente pilotabili da remoto, via internet, installati a Ceccano (FR) fino al 2023 e successivamente a Manciano (GR).  
Fino al 2023, il suo codice MPC è 470 (Ceccano), poi M50 (Virtual Telescope Project, Manciano). 
È stato ideato nel 2006 dall'astrofisico italiano Gianluca Masi che ne è il responsabile scientifico. 
Sin dalla sua fondazione, il Virtual Telescope Project svolge le proprie attività sia nel campo della ricerca astrofisica, che in quello della comunicazione della scienza. È stato uno dei primi osservatori astronomici al mondo a rendere possibile la visione in tempo reale, via web, delle immagini riprese da un telescopio astronomico, accompagnate da un commento in diretta. In questo ambito, ha ottenuto risultati straordinari: diversi milioni di utenti, da oltre 200 Paesi, hanno usufruito di questo servizio, in occasione dei più vari eventi astronomici.
La sua attività scientifica comprende diversi ambiti di ricerca: asteroidi potenzialmente pericolosi, comete, stelle variabili, supernovae, pianeti extrasolari. In tutti questi ambiti ha ottenuto risultati di rilevanza internazionale.